# Prix Rodolphe-Töpffer
Als Prix Rodolphe-Töpffer de la bande dessinée werden drei von Stadt und Kanton Genf seit 1997 jährlich vergebene Preise für Comics bezeichnet. Sie sind benannt nach Rodolphe Töpffer, einem Genfer Zeichner aus der ersten Hälfte des 19. Jahrhunderts, der als ein Vorreiter der Comics gilt. Früher hiess der Preis Prix de la Ville de Genève pour la bande dessinée (deutsch: Preis der Stadt Genf für Comics).
- Der Grand Prix Töpffer wird für das Gesamtwerk eines französischsprachigen oder auf Französisch übersetzten Comic-Künstlers verliehen, das einen herausragenden Platz im aktuellen Comic-Schaffen, insbesondere in Genf, einnimmt. Er ist mit 10.000 CHF dotiert.
- Der Prix Töpffer Genève zeichnet das beste innerhalb des letzten Jahres veröffentlichte Album eines Genfers aus. Er ist ebenfalls mit 10.000 CHF dotiert.
- Der Prix Töpffer pour la jeune bande dessinée, dotiert mit 5000 CHF, geht jeweils an einen aufstrebenden, bisher nicht publizierten Jung-Autor zwischen 15 und 30 Jahren, der in Genf wohnhaft ist und/oder an einer dortigen Kunsthochschule studiert.

Die Jury besteht aus internationalen Comic-Experten und Vertretern der künstlerischen Ausbildungsstätten des Kantons Genf. Die Preisträger der Vorjahre können sich am Nominierungsprozess beteiligen.

## Preisträger des Internationalen Preises
- 1997: Jacques de Loustal, Kid Congo
- 1998: Enki Bilal, Le Sommeil du monstre
- 1999: Pascal Rabaté, Ibicus – Livre 2
- 2000: David B. und Christophe Blain, Les Ogres
- 2001: Joann Sfar, Le Minuscule Mousquetaire – Band 1: L'Académie des Beaux-Arts
- 2002: Blutch, Vitesse moderne
- 2003: David B., L'Ascension du Haut Mal – Band 6
- 2004: Jean-Claude Götting, La Malle Sanderson
- 2005: Pierre Wazem, Les Scorpions du désert – Le Chemin de fièvre
- 2006: Manu Larcenet, Le Combat ordinaire – Band 3 : Ce qui est précieux
- 2007: Dominique Goblet, Faire semblant c'est mentir
- 2008: Bastien Vivès, Le goût du chlore
- 2009: Manuele Fior, Mademoiselle Else
- 2010: Gabrielle Piquet, Les enfants de l’envie
- 2011: Christian Cailleaux, Les Longues Traversées
- 2012: David Prudhomme, La traversée du Louvre
- 2013: Marc-Antoine Mathieu, Le Décalage
- 2014: David Vandermeulen, Des choses à venir, Fritz Haber (Vol. 4)
- 2015: Patrice Killoffer, Killoffer tel qu’en lui-même enfin
- 2016: Catherine Meurisse, La Légèreté
- 2017: Hugues Micol, Scalp, la funèbre chevauchée de John Glanton et de ses compagnons de carnage

## Preisträger des Grand Prix Töpffer
- 2018: Jean-Christophe Menu
- 2019: Nikita Mandryka
- 2020: Dominique Goblet
- 2021: Catherine Meurisse
- 2022: Posy Simmonds

## Preisträger des Rodolphe-Töpffer-Preises
- 1997: Tom Tirabosco, L'émissaire
- 1998: Pierre Wazem, Bretagne
- 1999: Nadia Raviscioni, La valise
- 2000: Alex Baladi, Frankenstein encore et toujours
- 2001: Frederik Peeters, Pilules bleues
- 2002: Helge Reumann, Bagarre
- 2003: Guillaume Long, Les sardines sont cuites
- 2004: Ben, Ils iront au Jazz
- 2005: Macchia, The beauty & new fashion hall
- 2006: nicht verliehen
- 2007: Isabelle Pralong, L’éléphant
- 2008: Patrick Mallet, Achab – Band 2: Premières chasses
- 2009: Valp, Ashrel – Band 1 : Dragon
- 2010: Frederik Peeters, Le Château de sable
- 2011: Isabelle Pralong, Oui, mais il ne bat que pour vous
- 2012: Sacha Goerg, La fille de l'eau
- 2013: Tom Tirabosco und Christian Perrissin, Kongo. Le ténébreux voyage de Józef Teodor Konrad Korzeniowski
- 2014: Helge Reumann, Sexy Guns
- 2015: Alex Baladi, Autoportrait
- 2016: Peggy Adam, Plus ou moins... L’Hiver
- 2017: Pascal Matthey, Les Têtards
- 2018: Alex Baladi, Décris-ravage, t. 2 : Décrire l'empire ottoman autour de 1830
- 2019: Helge Reumann, SUV
- 2020: Pierre Schilling, Sur la road
- 2021: Fabrice Melquiot und Isabelle Pralong, Polly
- 2022: Sarah André, Bande Originale

## Preisträger des Jugendpreises
- 2010: Pierre Schilling, Pain d'épices
- 2011: Tatiana Nazarova, Carpe Diem
- 2012: Martin Panchaud, La couleur des choses
- 2013: Andrea Bonnet, Marcovaldo
- 2014: Barbara Meuli, Cligne-musette
- 2015: Maurane Mazars, Acouphènes
- 2016: Camille Vallotton, Speculum mortis
- 2017: Sam Fagnart, Modern Days : Livre 1
- 2018: Hugo Baud, Swimming with sharks
- 2019: Jeff Délez, Quelques Bribes éparpillées par-ci, par-là
- 2020: Melchior Best, Au creux de la paume
- 2021: Cassandre Tornay, Boa
- 2022: Diana Vlasa, Des fleurs, des filles ou des garçons